# Comancher
Comancher, från Ute-språkets kohmahts ("går emot oss"), är den traditionella benämningen på en nordamerikansk indianstam som räknas till prärieindianerna och tillhör den uto-aztekiska språkgruppen. Själva kallar de sig Numunuu ("folket", det korta "u" uttalas med dragning mot "ö"). En i litteraturen ibland förekommande tolkning av namnet är att det skulle vara en förvanskning av spanskans camino ancho, vilken tolkning dock har förkastats av forskningen eftersom den helt saknar stöd i samtida spanska dokument. Stammen har uppkommit före 1700 genom en successiv utbrytning från de shoshoner som vid den tiden lämnade prärien och comanchespråket kan betraktas som en shoshonedialekt.

## Demografi

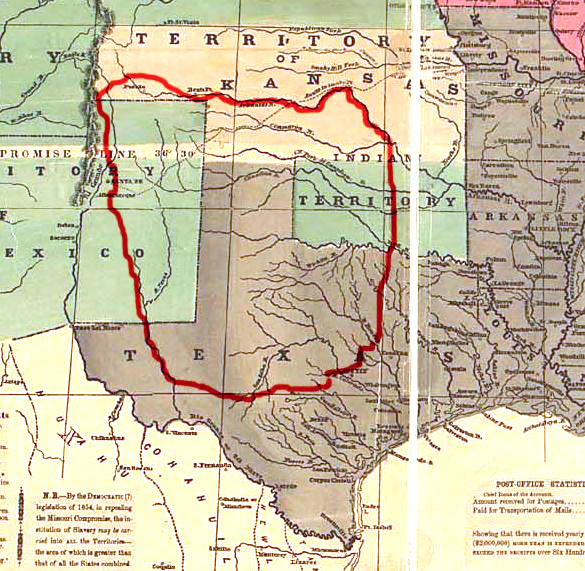
Karta som visar Comancherians ungefärliga bosättningsområde på 1840-talet (inom den röda markeringen). Underlaget är en officiell ekonomisk karta över USA från 1856.

Inom det område i USA som kallades Comancheria (se karta) bodde som mest under 1800-talet uppskattningsvis 20-30 000 comancher. Vid de nordamerikanska indiankrigens slut var deras antal nere i cirka 1 600 individer och som lägst år 1910 fanns det 1 171 comancher kvar. År 2000 fanns det enligt US Census Bureau i USA 19 376 personer som ansåg sig vara comancher av något slag. De flesta av dem är bosatta i Oklahoma med koncentration i Comanche County.

## Begreppets omfattning och historia
Comancherna uppfattade egentligen aldrig sig själva som en stam innan de klassificerades som en sådan av 1800-talets myndigheter. Historiskt sett var de shoshoner som valt att bli prärieindianer medan de shoshoner som lämnade prärien fick en annan benämning av samma myndigheter: "Snake indians". De prärielevande Numunuu som buntades ihop under begreppet "comancher" bestod av ett antal band som anlände till den södra delen av prärien vid olika tidpunkter under 1700-talet efter att ha förvärvat hästen.
De största och mest kända comanchebanden (av totalt 13 som nämns i historiska källor) var:
- Penateka ("honungsätare")
- Nokoni ("de vänder om")
- Kotsoteka ("buffelätare")
- Yampareka ("yap-rotsätare")
- Kwahadi ("hjortarna")

## Den spanska perioden

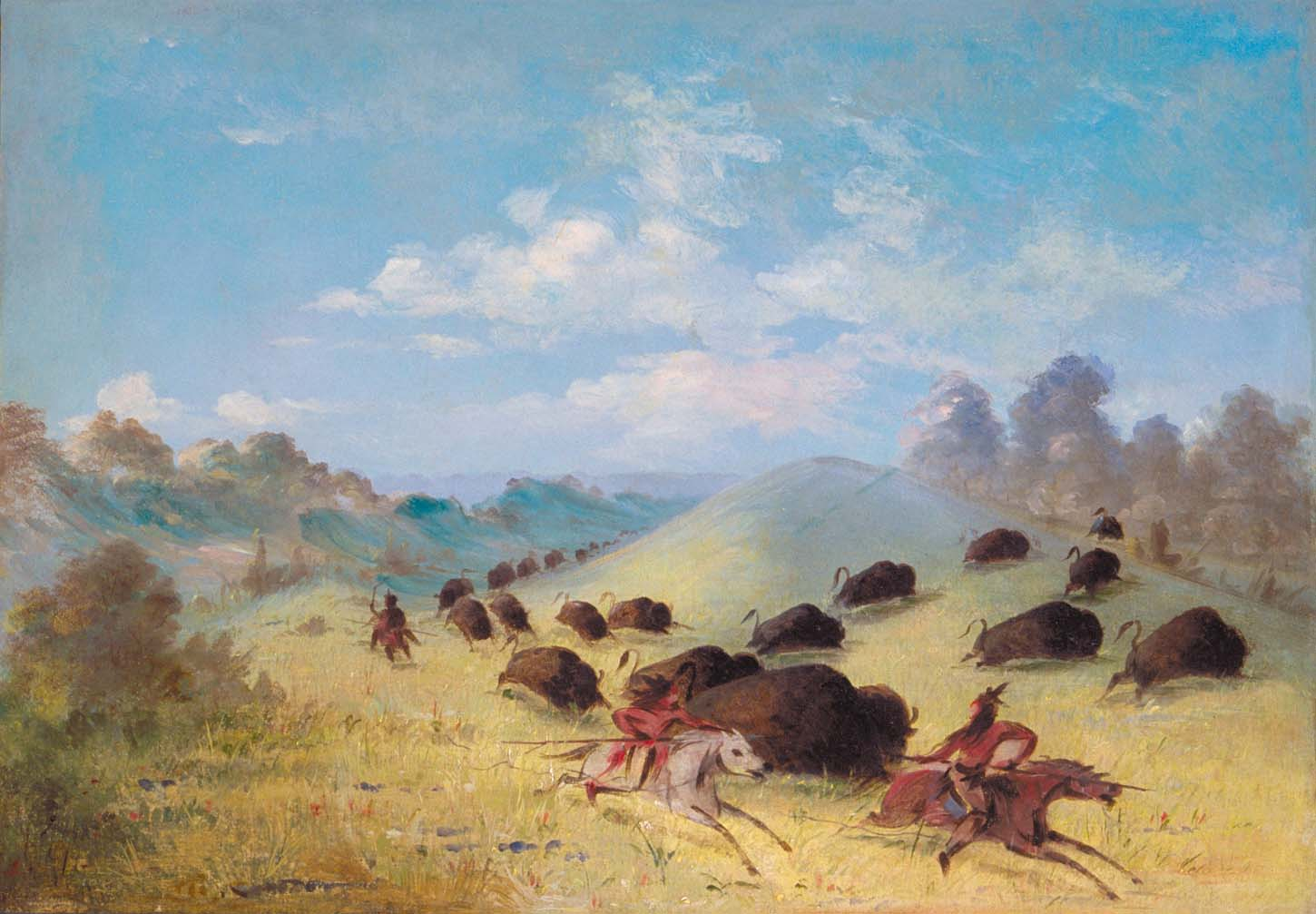
Comancher jagar buffel med lans och båge. Målning av George Catlin.

### Hästen som kulturelement
Comancherna förvärvade hästen i slutet av 1600-talet och red med den direkt från stenåldern in i järnåldern på ett par generationer. Från att ha varit ett, även med de nordamerikanska ursprungsbefolkningarnas måttstock, primitivt jägar- och samlarfolk som levde ett hårt och kort liv på den mellersta delen av prärien och i dess västra utkanter, gick de på ett par generationer fram till positionen som den södra präriens dominerande ryttarfolk. Häpna franska observatörer rapporterade under 1700-talets första årtionden om de vildsinta "Padoucas" som verkade vara fastvuxna på hästryggen och som svingande sina långskaftade stenyxor mejade ner alla som ställde sig i deras väg. 

### Apacherna som arvfiender

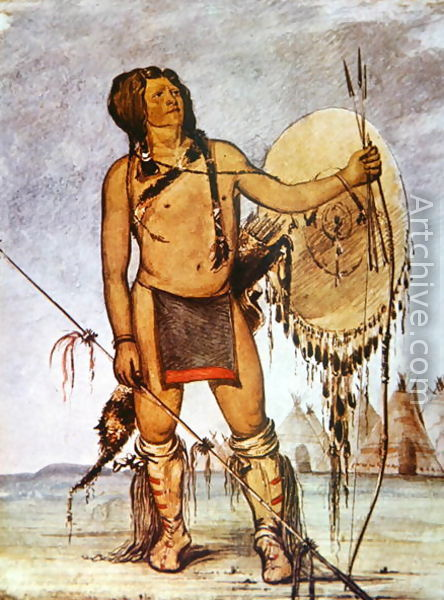
Comanche-krigare

Långt innan comancherna fick sina första hästar, var deras arvfiender Na-vohnuh (syftar allmänt på athapasktalande folk men särskilt navajoer och apacher). Animositeten var ömsesidig; en uråldrig apachetradition nämner Idahi (ormarna) i norr som den främsta av alla fiender. En traditionell gräns mellan deras jaktmarker gick längs Arkansas River. Söder om den låg "Apacheria" som området kallades av de spanska kolonisatörerna i Mexiko. Omkring 1700 red de första comancherna över gränsen lockade av de hästar som apacherna samlat ihop och som härstammade från de stora spanska hästhjordar som rymt ut på prärien 1680 i samband med pueblorevolten.
Omkring 1725 var apacherna i stort sett besegrade av det första och största comanchebandet, penateka, som slagit sig ner vid Edwards Plateau söder om Colorado River. Penatekaterritoriets sydligaste gräns gick längs Balcones Escarpment, endast cirka 100 km nordväst om den spanska missionsstationen San Antonio i det som sedan blev Texas. Penateka följdes av nokoni som slog sig ner vid Red River och kotsoteka som ockuperade området mellan Red River och Arkansas River. Kwahadicomancherna etablerade sitt basområde i Llano Estacado, det vill säga gränsområdet mellan Texas och New Mexico och det sist anlända av de fem stora comanchebanden, yampareka, bosatte sig vid North Canadian River i gränstrakterna mellan Kansas och Oklahoma. Vid mitten av 1700-talet var hela området rensat från apacher och Apacheria hade förvandlats till Comancheria.

### Comancher och spanjorer
De första kontakterna mellan comancher och spanjorer i söder var försök från de förras sida att etablera handelsförbindelser för att komma åt fler hästar. När detta avslogs av spanjorerna började en serie comancheräder mot den spanska bebyggelsen, som kulminerade i en stor och lyckad häststöldsexpedition i Taos 1716. De spanska befälhavarna Juan de Padellano och  Cristóbal de la Serna organiserade straffexpeditioner till comanchebyar men insåg snart att deras militära styrka i längden var otillräcklig, så de erbjöd comancherna det som tidigare nekats dem; hästhandel. I takt med att antalet comancher i området ökade fick denna handel alltmer karaktären av utpressning. Comancherna utvecklade snabbt en rutinmässig handelsmetod; att aldrig komma till en spansk bosättning med mindre styrka än att det gick minst 5-10 comanchekrigare på varje spansk soldat. Därefter meddelade de att de ville köpa ett antal hästar och gjorde samtidigt klart att varje annat svar än "si" var oacceptabelt. Om comancherna inte fick köpa det antal hästar de ville, så stal de i stället alla hästar som fanns på platsen. Handelsavtalet som spanjorerna fått till stånd fungerade alltså inte riktigt som de hade tänkt.

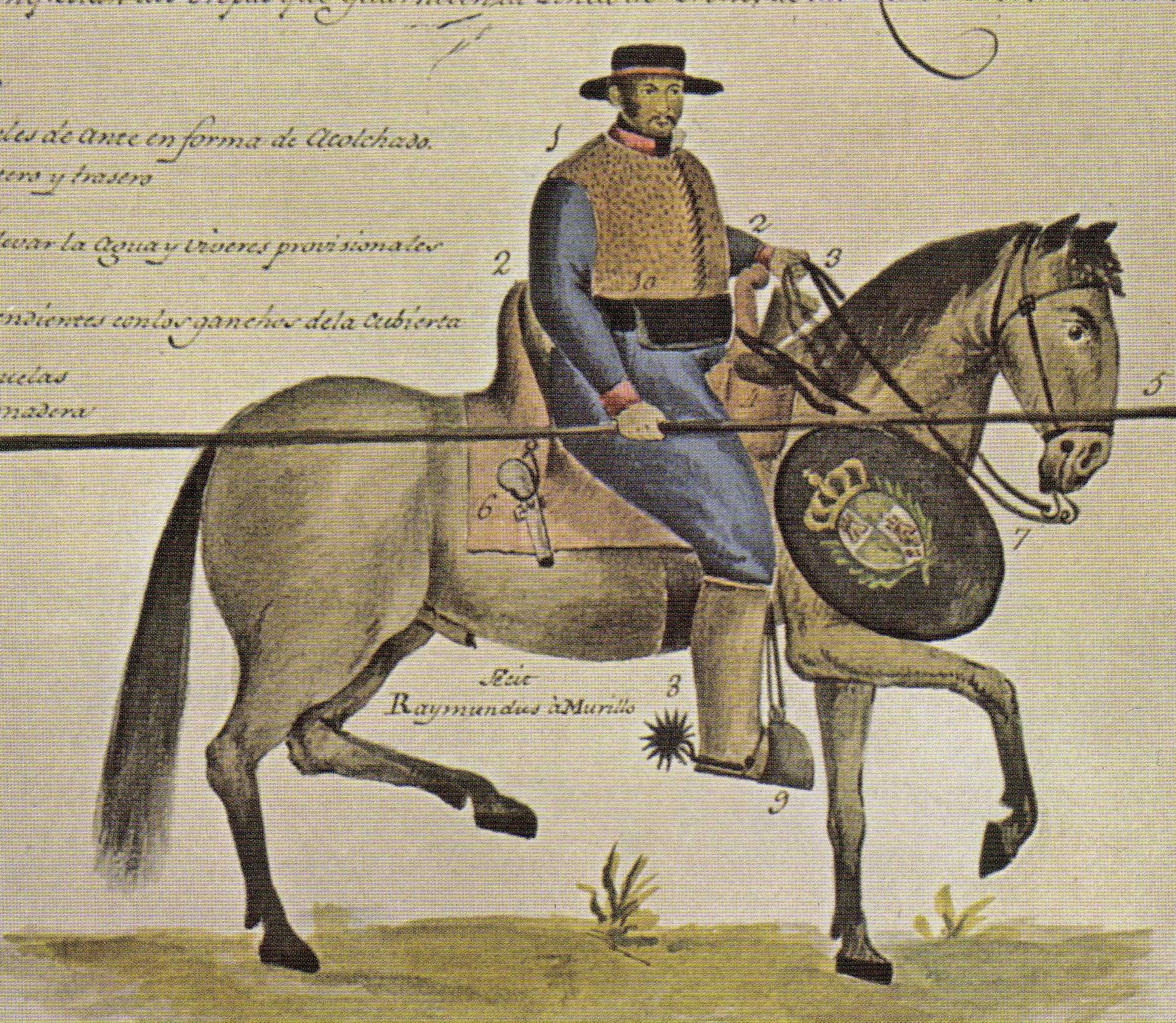
Spansk presidiosoldat, dragon de cuera.

Spanjorerna förhandlade hela tiden ur underläge. Deras stora militära nederlag 1720 mot fransmännens allierade pawneerna förbättrade inte deras status på den södra prärien. Fransmännen lyckades också 1747 åstadkomma vapenvila mellan comancherna och Wichitakonfederationen. Kotsoteka- och nokonibanden uppfyllde därmed de franska villkoren för försäljning av eldvapen till dem. Utan att spanjorerna hade en aning om detta ökade comanchernas militära slagstyrka enormt under det följande årtiondet. Några som visste om det var däremot de apacher som ständigt var utsatta för räder från såväl spanjorer som comancher. Lipan-apacherna lurade därför under 1750-talet spanjorerna att grunda en missionsstation i ”deras område”. Missionsstationen San Saba och det tillhörande fortet San Luis de las Amarillas byggdes i det av lipanerna anvisade området, som spanjorerna ovetande låg inom comancherian.
Apachernas strategi att leda sina två värsta fiender i en situation där konfrontation mellan dem inte gick att undvika fungerade. Sommaren 1758 anföll comancherna missionsstationen vid San Saba med en styrka av omkring 2 000 krigare och brände ner den. Ett flertal munkar och spanska soldater dödades. En spansk straffexpedition 1759 slutade i en panikartad flykt och vad som beskrivits som "det största spanska militära nederlaget i Amerika".

### Comancherna behärskar Texas
Efter 1759 var det inte längre spanjorerna utan penatekacomancherna som behärskade Texas. De tvingade spanjorerna att flytta staden Laredo över till södra sidan av Rio Grande där Nuevo Laredo byggdes upp. En mer oväntad konsekvens var att den spanska generalguvernören Teodoro de Croix 1777-78 tvingades kalla Nya Spaniens bebyggare till tre stora konferenser gällande "apacheproblemet". Comanchernas aggressiva regim i comancherian och dess närmaste omgivning tvingade lipanapacherna att retirera rätt upp i de spanska bosättningarna och det innebar 5 000 frustrerade och arga apachekrigare kring de relativt små spanska militärenheterna vid Rio Grande. Den enda praktiskt möjliga lättnaden på trycket från comancherna var enligt den spanska uppfattningen att apacherna måste bort. Den ansvarige spanske utredaren Marqués de Rubí rekommenderade "den franska metoden", en allians med comancherna och Wichita som syftade till ett "utrotningskrig" mot apacherna.

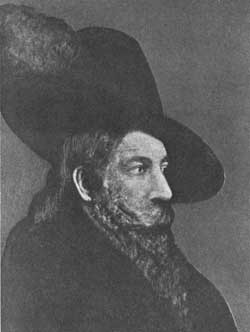
Juan Bautista de Anza, guvernör över den spanska provinsen Nuevo Mexico 1777-87

Rubís plan lyckades över förväntan i New Mexico, där den lokale befälhavaren Juan Bautista de Anza  1779-84 tillfogade comancherna ett antal överraskande nederlag genom att använda deras taktik mot dem själva och 1785 sände ett comancheband, troligen kwahadi, fredstrevare till de Anza. Den fred som åstadkoms mellan comancherna och New Mexico 1786 var uteslutande de Anzas personliga verk. Han hade i egenskap av stor krigshövding satt sig i respekt hos motståndaren och nästan samtliga yampareka- och kotsotekahövdingar hade hörsammat hans kallelse till fredsförhandlingarna för att sluta fred med "de Anzas folk", inte med spanjorerna. Det var denna märkliga separatfred med New Mexico, som höll även efter de Anzas tid, som skapade comancheros, en mytomspunnen grupp mexikaner som handlade med comancherna och kunde komma och gå som de behagade i comancherian. Comancherna deltog från och med 1786 och så länge det spanska väldet varade i spanska utrensningsaktioner mot apacherna i New Mexico. Sista gången en sådan gemensam aktion ägde rum var 1810, det vill säga 22 år efter de Anzas död.
Varken penatekacomancherna i Texas eller deras motpart berördes det minsta av detta arrangemang. Vid den fronten fortsatte allt som förut med en kedjereaktion av terror där spanjorerna anfölls av både comancher och apacher och de sistnämnda av comancher och deras nya allierade wichitakonfederationen. Garnisonen i San Antonio omfattade under 1780-talet åtta kompanier väl beväpnade soldater, vilket var tillräckligt för ett effektivt försvar men utanför murarna vågade sig spanjorerna inte längre på marscher mot nordväst. I själva verket betalade spanjorerna i Texas på 1780-talet ett slags årlig brandskatt till penatekacomancher och lipanapacher i form av tyg, pärlor, tobak och verktyg av järn till ett sammanlagt värde av cirka 5 000 dollar i dåtidens penningvärde.

### Spanska allierade
Med bland annat väl tilltagna mutor lyckades äntligen den spanske brigadgeneralen Ugalde 1790 forma en allians med ett antal comanche- och wichitaband och med dem som hjälptrupper utrota lipanapachernas huvudstyrka i en ravin, Cañón de Ugalde, intill den nuvarande staden Uvalde. Lipanapacherna upphörde därefter att vara ett problem för spanjorerna medan comancheattackerna fortsatte som vanligt. Grundorsaken var spanjorernas oförmåga att uppfatta de olika comanchebandens lokala karaktär. Spanjorerna i Mexiko och Texas fattade aldrig att comancherna saknade en central auktoritetsstruktur, att de inte var en sammanhållen "stam" helt enkelt och följaktligen att en vapenvila med till exempel kotsoteka var till intet förpliktigande för nokoni och så vidare. På motsvarande sätt, fast tvärtom, förstod inte comancherna att spanjorerna inte var ett antal separata band. De kunde därför sluta fred med spanjorerna i San Antonio och strax därefter anfalla dem i Laredo.

## Comancherians guldålder – penateka och Texas

Comanchernas räder sträckte sig ända till Durango i Mexiko

Redan omkring 1792-93 började Spanien slutgiltigt tappa kontrollen över sina amerikanska kolonier. Från den tiden och fram till 1836 hade comancherna närmast fullständig kontroll över Texas. Den mexikanska frigörelsen 1810 påverkade inte saken det minsta eftersom det militärt närmast innebar en försvagning. Lokalsamhällena i Texas och norra Mexiko fick klara sig själva och försöka slåss på egen hand eller köpa sig fred. Comanchekrigstågen sträckte sig långt in i Mexiko, som längst till Durango, och mötte under flera årtionden inget kvalificerat motstånd. Hundratals mexikaner dödades och tillfångatogs för att "adopteras" eller för att bli slavar åt comancherna och tusentals hästar stals. Stora områden på båda sidor om Rio Grande tömdes på agrarbefolkning som flyttade närmare de små befästa städerna. Det blev inte heller någon större förändring, för att den mexikanska regeringen i början av 1820-talet tillät att anglo-amerikanska invandrare började bosätta sig i Texas, för dessa höll inledningsvis till i de sydöstligaste delarna av Texas, hundratals kilometer från comancherian. När våghalsiga nybyggare flyttade för nära blev de angripna, men det förblev deras problem. Den mexikanska regeringen förmådde inte göra mycket åt saken.
När republiken Texas bildades 1836 förändrades situationen radikalt. Man kunde nu på lokal nivå ta itu med problemen och saknade inte incitament. Framför allt skapade händelsen samma år, som döptes till "massakern vid Parker's fort", en stark opinion för ett kraftfullt agerande mot indianer. Flera vita nybyggare dödades vid en räd mot baptistfamiljen Parkers befästa gård vid Navasota River, i ett område som inte normalt beboddes av indianer även om det formellt tillhörde wichitakonfederationen. Anfallet utfördes av ett blandat krigståg bestående av unga äventyrssugna krigare från flera olika stammar, huvudsakligen comancher, men även kiowaer, caddoer och wichita deltog. Fem vita män dödades, flera kvinnor misshandlades och våldtogs varav två senare dog av sina skador. Indianerna tog med sig två vuxna kvinnor, Elizabeth Kellogg och Rachel Plummer, samt tre barn. Ett av barnen var nioåriga Cynthia Ann Parker som sedermera blev mor till kwahadicomanchernas sista hövding Quanah Parker. Detta var veterligen första gången anglo-amerikanska kvinnor tillfångatagits av comancher, vilket framkallade en våldsam rasistisk reaktion i Texas, urskillningslöst riktad mot alla indianer. En vanlig åsikt var att man snarast möjligt borde göra sig av med alla "red niggers" i Texas.
Det visade sig att anfallet mot Parker's fort endast var det första av hundratals liknande mot de anglo-amerikanska bosättningarna i Texas. Flera hundra texasbor dödades under 1830-talets sista år av comancher och kiowaer som nu blivit medvetna om deras ankomst till området. I comanchernas ögon var nybyggarna ett lätt och fett byte som dessutom verkade marschera sitt eget öde till mötes mot bättre vetande. Trots de ständiga räderna mot dem kom hela tiden tusentals nya österifrån; en till synes aldrig sinande ström av relativt förmögna människor, med många hästar, som dessutom verkade helt oförmögna att försvara sina kvinnor, barn och hästar. Det som varit comancherians guldålder såg för comancherna ut att fortsätta och bara bli bättre.
De enda goda nyheterna för nybyggarna i Texas vid denna tid var att kotsoteka-, nokoni-, och yamparekacomancherna, tillsammans med de sistnämndas nära allierade kiowaerna, i stort sett hela 1830-talet var upptagna med att försvara comancherians norra del mot ständiga intrångsförsök av cheyenner och arapahoer. Kwahadicomanchernas räder gick under tiden huvudsakligen till Mexiko där de hade mer än tillräckligt med byte då konkurrenterna var upptagna av krigen i nordost.

## Texas Rangers och penatekaproblemets "slutgiltiga lösning"

Comancher på 1830-talet.

För att lösa problemet med det närmast obefintliga mexikanska polisväsendet i Texas bildades 1823 Texas Rangers, en volontärstyrka som från 1836 och några år framöver fick en enda uppgift; att döda så många comancher, kiowaer och andra fientliga indianer som möjligt. För att de skulle kunna lösa sin uppgift mot de numerärt enormt överlägsna indianerna krävdes ett teknologiskt övertag, vilket blev möjligt med den nya uppfinningen; revolvern. Ett skjutvapen som kunde avfyras flera gånger utan omladdning och lämpade sig väl för den närstrid till häst som comancherna föredrog ändrade snabbt maktbalansen i Texas. Efter att det nya vapnets förträfflighet demonstrerats i ett par uppmärksammande sammandrabbningar, bestämde sig penatekacomancherna för att initiera fredsförhandlingar i avsikt att vinna tid för comancheros att ordna fram revolvrar även till indianerna. Till beslutet att söka fred bidrog texanernas brutala behandling av de civiliserade stammar som tidigare tvångsförflyttats från sina områden i östra USA. Dessa stammar fick helt enkelt 1839 order att lämna Texas utan att först skörda sin majs och utan att ta med sig sin boskap. Endast cherokeestammen gjorde väpnat motstånd och blev då mer eller mindre slaktade av Texas Rangers. Under sommaren 1839 utsattes hela östra Texas för etnisk rensning. De flesta fredliga indianer dödades, ett fåtal lyckades fly till Mexiko och en liten grupp Kickapoo sökte sig till prärien norr om Texas.
Fredsförhandlingarna i San Antonio 1840 styrkte comancherna i deras uppfattning att "tejanos" var ett folk man över huvud taget inte kunde ha att göra med på annat sätt än som motståndare i krig. I samband med sin ankomst till förhandlingarna frisläppte comancherna 19 mars 1840 en 16-årig flicka som kidnappats vid ett krigståg två år tidigare. När hon avslöjade för sina landsmän att det fanns ytterligare 15 vita fångar i samma läger hon frisläppts från, meddelade texanerna till comanchernas fredsförhandlare att de skulle arresteras, om nödvändigt med våld, och kvarhållas tills alla vita släppts fria. Detta brott mot fri lejd till och från förhandlingar var mer än förbluffande för de 13 penatekahövdingarna som endast medtagit sina familjer till förhandlingarna. Att bryta en vapenvila under pågående fredsförhandlingar var nämligen något så oerhört att möjligheten inte ens fanns i comanchernas föreställningsvärld. De hade aldrig någonsin träffat på, eller ens hört talas om, en stam som gjort sig skyldig till något liknande. Ändå var deras föreställningsvärld i allmänhet osminkat realistisk och pragmatisk i motsats till texanernas kristna moralism och rasistiska dogmer. Comancherna kunde inte fatta hur anglo-amerikanska vita som kommit till Texas långt efter dem kunde hävda något slags överhöghet där, när de inte ens klarade av att hålla reda på sina hästar och försvara sina kvinnor. Å andra sidan fanns det inte i texanernas föreställningsvärld att några som utgav sig för att vara människor kunde tortera, lemlästa och dagligen gruppvåldta en tonårsflicka, något som med all önskvärd tydlighet framgick  av den 16-åriga före detta comanchefångens sönderbrända kropp, avskurna näsa där benet stack fram ur det infekterade såret och vad hon skamfullt och förskrämt kunde berätta för stadens  äldre kvinnor. 
Fredsförhandlingarna i San Antonio slutade med ett blodbad när penatekahövdingarna försökte lämna lokalen som bevakades av beväpnade rangers, 33 indianer, män kvinnor och barn, dödades och 32 comanchekvinnor och -barn, flera av dem sårade, tillfångatogs i avsikt att användas som bytesobjekt (samtliga rymde senare). På den andra sidan dödades sju, däribland San Antonios sheriff. Den omedelbara konsekvensen av texanernas handlande var att penatekacomancherna, som hämnd för det i deras ögon oförlåtliga sveket, torterade sina vita fångar till döds när de fick nyheterna från San Antonio. På längre sikt innebar brottet mot vapenvilan att en varaktig fred mellan penatekacomancherna och Texas omöjliggjorts för all framtid. I stället för att försöka fortsätta förhandla började penateka uppvigla övriga comancher till ett fullskaligt utrotningskrig mot de vita texasborna. Båda parter hade därmed landat i samma slutsats: Ett utrotningskrig var den enda lösningen på problemet.

## Comancherna och Sam Houston – fred på falska premisser
Penatekacomanchernas krigsargumentation hörsammades dock inte av särskilt många andra comancher. Kwahadi hade omkring 1840 flyttat så långt västerut i Llano Estacado som möjligt och även i övrigt distanserat sig från de andra grupperna i ett försök att maximera nyttan av sin direktkontakt med comancheros. Yampareka och kotsoteka slöt 1840 en varaktig fred med cheyenner och arapahoer och vistades nu vid Bent's Fort vid Arkansas River och var upptagna med lukrativa hästaffärer med de andra stammarna. William Bent propagerade dessutom aktivt mot deras deltagande i penatekas krig mot texanerna. Händelseutvecklingen är ett bra exempel på hur löst sammanknutna de grupper egentligen var, som av de vita sammanbuntades under begreppet comancher. Slutligen var det endast små kontingenter av frivilliga, mest yngre omeriterade krigare, som gav sig iväg från området kring Bent's fort för att ansluta sig till penateka. Enligt vissa källor var de dessutom till största delen kiowaer. Men den stora majoriteten comancher var inte motiverade för att delta i kriget även om de sympatiserade med penateka.
Den 6 augusti 1840 började krigståget med att omkring 400 penatekakrigare anföll staden Victoria, dödade 15 personer och red iväg med stadens cirka 2 000 hästar och mulor. Dagen efter anfölls en mängd vita bosättningar längst i sydväst vid kusten, varvid minst 40 texaner dödades eller kidnappades och ett tiotal gårdar brändes ner. Den 8 augusti nådde penateka fram till den lilla hamnstaden Linnville, där sex personer dödades och flera kvinnor kidnappades, men största delen av stadens befolkning lyckades fly ut på havet i båtar. Comancherna plundrade därefter staden på allt värdefullt och avslutade dagen med att bränna ner den till grunden. Den officiella dödssiffran för Victoria och Linville angavs senare till 23 personer, men antalet kidnappade under räderna kunde aldrig fastställas. Med ett byte på mer än 3 000 hästar och mulor samt två års förbrukning av allehanda lyxartiklar avsedda för stadsborna i San Antonio bestämde sig penateka för att återvända till comancherian.

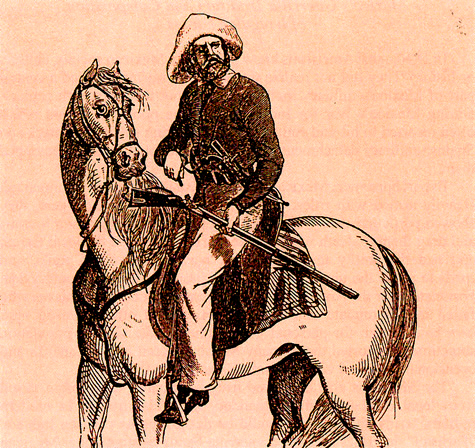
Texas Ranger på 1840-talet.

Den 12 augusti lokaliserades comancherna på väg hem vid Plum Creek av tonkawaspejare som arbetade för Texas Rangers. I det bakhåll som följde dödades 80 penatekakrigare. Resten retirerade snabbt och dödade, enligt texanska uppgifter, sina vita fångar på vägen för att dessa inte skulle sakta ner flykten. I september hittades ett av deras läger, med 60 tipi, av tolv lipanapacher som också spanade för Rangers. En grupp på 90 rangers anföll byn i gryningen och dödade alla comancher som inte hann få tag på en häst att fly på. Över 130 män, kvinnor och barn i alla åldrar lämnades obegravda kvar på platsen. Sammantaget innebar detta att penateka åren 1836-40 hade förlorat ungefär en fjärdedel av sina krigare i strider mot Texas Rangers, vilka nu övergått till att döda alla comancher, oavsett ålder och kön. Metoden visade sig vara effektiv. Penatekacomancherna upphörde från och med hösten 1840 med räder söder om Balcones Escarpment. Det var en stor lättnad för regeringen i Texas som beräknade att minst 1 000 texasbor hade dödats i dessa anfall sedan 1830. Men kostnaden för kriget var mycket hög och ekonomin körd i botten. Kostnaderna bars dessutom till största delen av jordbrukare i det folkrika östra Texas som över huvud taget inte berörts av indianattacker. President Mirabeau Lamar som drivit den aggressiva indianpolitiken ersattes 1841 av Sam Houston, vars hustru Tiana Rogers Gentry var cherokes. 
Houstons linje i indianfrågan var klar; fred skulle slutas med alla stammar, oavsett deras tidigare meriter. Fredstrevare till comancherna initierades och Houston yrkade i kongressen att Texas Rangers skulle läggas ner och ersättas av handelsstationer som tillfredsställde comanchernas ekonomiska behov. Houstons fredsinitiativ byggde nämligen på ett i grunden felaktigt antagande; att den grundläggande drivkraften för comanchernas krigiskhet var deras otillfredsställda materiella behov. Houston förstod aldrig att det som gav mål, mening och struktur för prärieindianerna var kriget som social institution. Dåtidens "business minded" anglo-amerikaner kunde bara inte ta in att det som ytterst drev penateka och andra hästburna stammar var den status som endast kunde uppnås av krigare. För dåtidens anglo-amerikaner var det fullständigt obegripligt att man kunde stjäla 1 000 hästar, inte för att bli rik; utan för att ha konkreta fyrbenta bevis för sina krigiska bedrifter.
När Houstons fredsagenter äntligen 1843 hittade den viktigaste penatekagruppen efter två års letande, befanns den ha flyttat utanför Texas norra gräns. Fredsförhandlarna var inte välkomna och undgick sig själv ovetande genom en omröstning med knapp nöd att bli rostade på lägerelden. En av comanchernas äldre ledare, Pahayuca, övertalade sina stamfränder att inte begå samma brott mot sedvänjan som texanerna hade gjort i San Antonio 1840. Han blev också utsedd till fredsförhandlare och reste för att träffa Houston, varvid han som ett absolut krav framförde att en permanent gräns måste dras genom Texas så att comancherna och de vita texanerna var åtskilda för alltid. Det var enligt Pahayuca enda möjligheten till en bestående fred. Houston å sin sida insåg att han aldrig kunde få ett mandat för att gå med på något sådant. Det enda som i praktiken kunde åstadkommas var en separatfred med Pahayucas eget band. Han skrev under fredsavtalet med Texas med det uttalade förbehållet att alla andra band kunde acceptera eller förkasta avtalet utan att han kunde påverka dem det minsta; det var inte bindande för någon annan grupp än de som valde att följa honom. Det visade sig också rätt snart att en överväldigande majoritet av comancherna struntade i avtalet.

## "En ärofull undergång" - Comancherna och USA 1845-75
Under de 15 år som följde Houstons försök att etablera en varaktig fred lyckades USA med militära medel och viss hjälp av smittkopps- och koleraepidemier tidvis få comancheräderna till Texas att upphöra. Men så snart något inträffade som lättade på pressen återupptogs räderna. Antalet texaner som årligen dödades av comancher och kiowaer stannade endast något enstaka år på 1850-talet under 100 personer.

### Amerikanska inbördeskriget

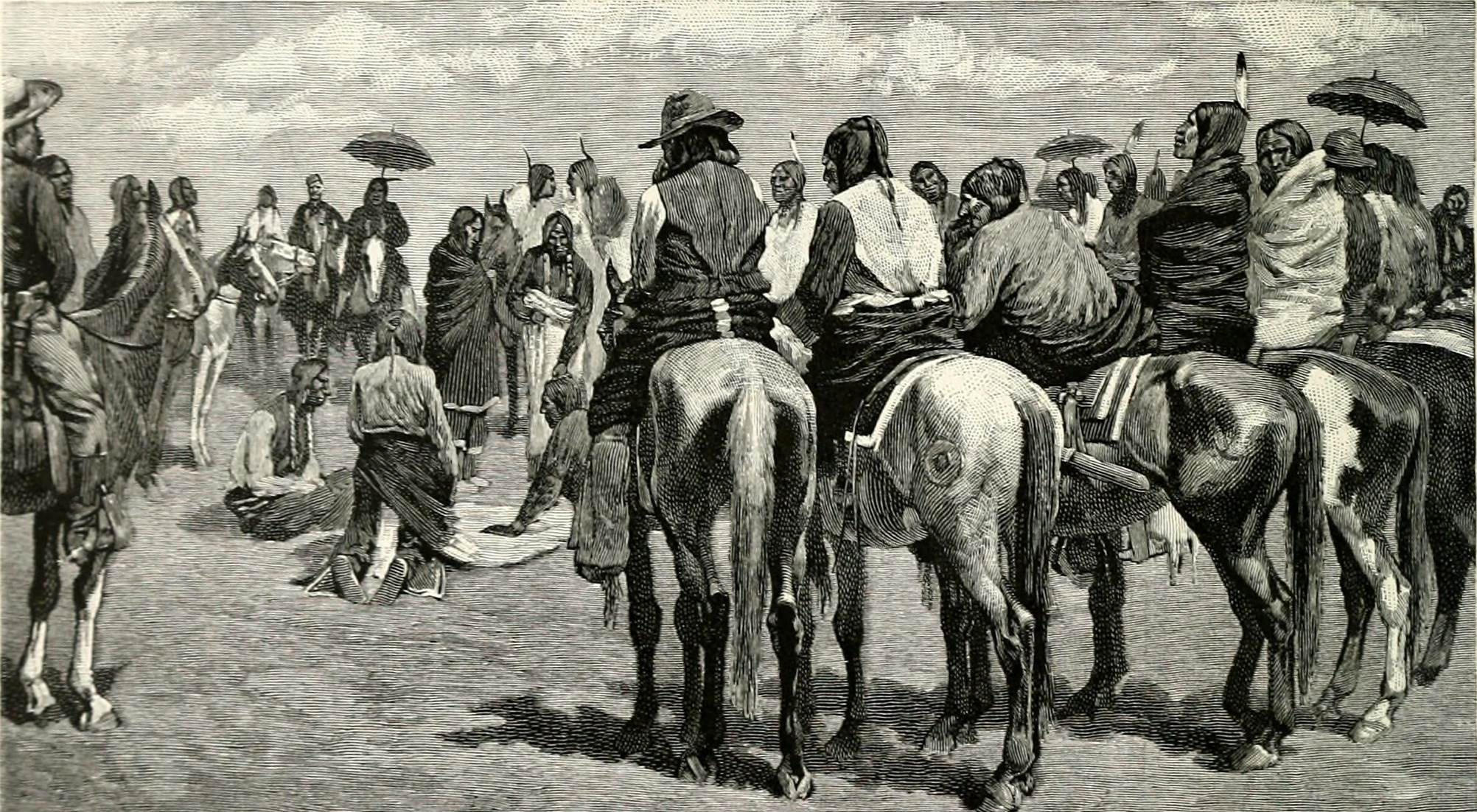
The first question a Comanche asks of a white stranger is, "Maybe so you Texas cowboy?", to which I always assure them that I am a Kansas man ,which makes our relations easy.

Det nordamerikanska inbördeskriget ledde till att de reguljära styrkorna försvann från prärien och indianerna flyttade åter framåt sina positioner och "held carnival across the plains...looting, pillaging and marauding over a wide area" (Mildred P. Mayhall). Efter kriget var räderna aggressivare än någonsin och inriktade mot delvis nya mål. Man har beräknat att under åren 1865-73 stals minst 300 000 nötkreatur i Texas av comancherna som för dem bytte till sig moderna eldvapen av comancheros. Comancherna var mot periodens slut tveklöst bättre beväpnade än USA:s kavalleri, med undantag för kanonerna. I comanchernas standardutrustning hade pilbågen ersatts av Winchestergevär med magasin för tio patroner. Inget kunde stoppa anfallen mot bosättningarna i Texas under eller efter inbördeskriget. De första två åren efter fredsslutet 1865 frambringade dyster statistik för den anglo-amerikanska delen av Texas: 163 dödade, 24 sårade och 43 kidnappade av indianer.

### Fredspolitiken

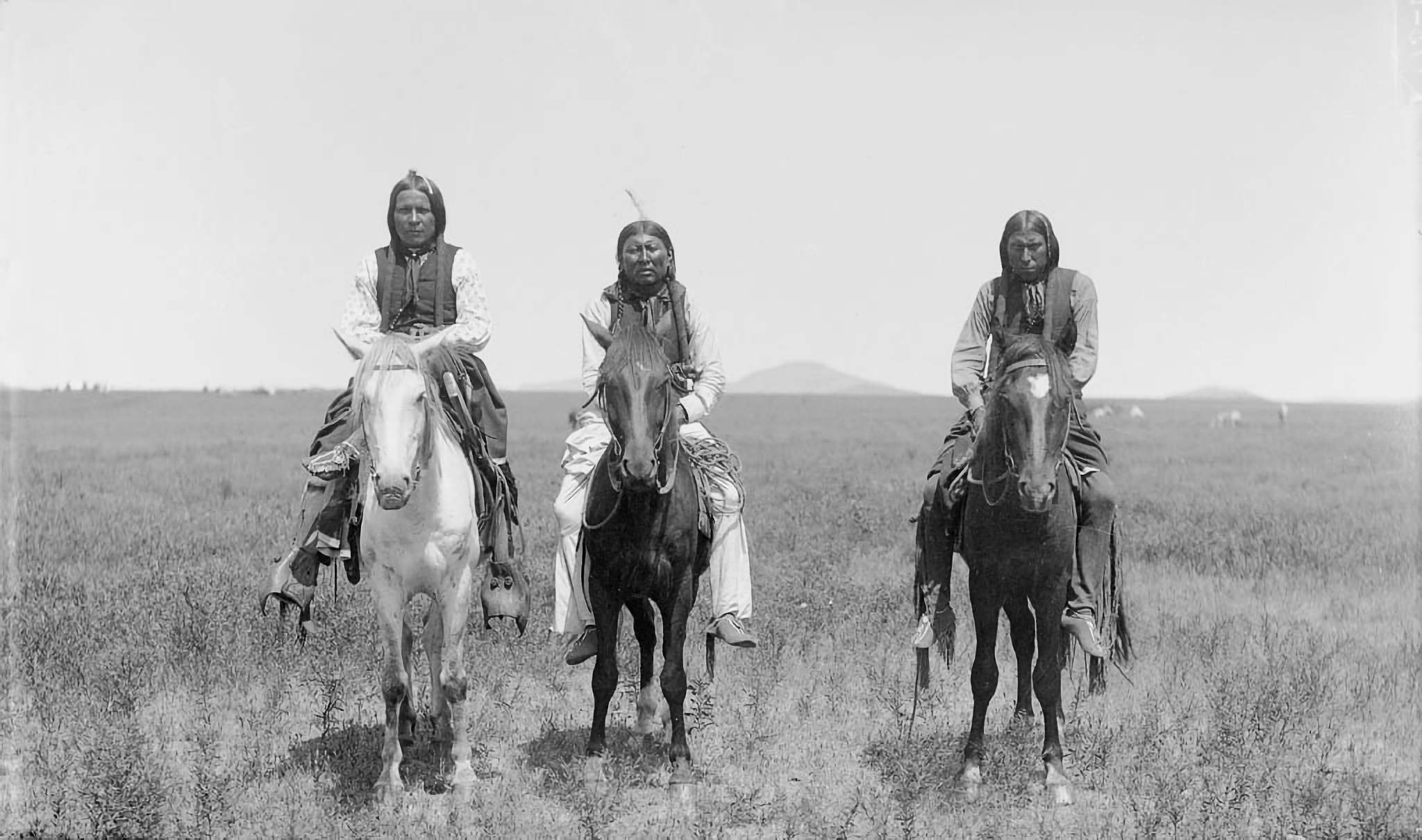
Tre comancher till häst.

Den så kallade fredspolitiken gentemot urbefolkningarna som tog vid efter kriget blev ett fiasko, eftersom den likt Houstons fredstrevare byggde på felaktiga grundantaganden. Man behandlade indianerna som oförståndiga barn vilka inte ännu fattat sitt eget bästa men som med goda pedagogiska medel kunde fås att ändra sig. Yamparekahövdingen Paroowah Sermenho ("tio björnar") höll 1867 vid fredsförhandlingarna i Medicine Lodge, Kansas, ett tal som trycktes i USA:s stora dagstidningar, i vilket han avvisade detta synsätt. Talet betecknades redan då som ett oratoriskt mästerstycke och dess "bottom line" ryckte egentligen undan grunden för fortsatta förhandlingar: "...You have said that you want to put us on a reservation, to build us houses and make us medicine lodges. I do not want them...If the Texans had kept out of my country, there might have been peace...The whites have the country which we loved, and we wish only to wander on the prairie until we die..."
De comancher som undertecknade fredsavtalen gjorde samtidigt klart att de aldrig skulle komma att underteckna några avtal som innefattade Texas. Kwahadi- och kotsotekacomancherna undertecknade över huvud taget aldrig några avtal, eftersom de betraktade förhandlingsprocesserna som en fars, vilken endast kunde matchas av den verksamhet som bedrevs av Indianbyrån, förmodligen den mest korrumperade myndigheten i USA:s historia. General George Crooks kritik mot myndigheten i fråga var inte nådig: "I have never seen an indian so demoralized that he was not a shining example of honor and nobility compared with the wretches who plundered him of the little our government apporpriated for him". Det förhöll sig nämligen så att endast en försvinnande liten del av de förnödenheter som indianerna utlovades för sina underskrifter någonsin nådde fram. Det mesta förskingrades av indianmyndighetens anställda.

### Kväkarna
Myndighetens verksamhet blev snart oerhört pinsam för den federala regeringen och efter en undersökning av kongressen avvecklades den 1869 och det "pedagogiska" uppdraget att civilisera comancher och kiowaer lades i händerna på en religiös organisation: kväkarna. En kväkarpredikant, Lawrie Tatum, fick uppdraget som kom att bli både hans och comanchernas undergång.

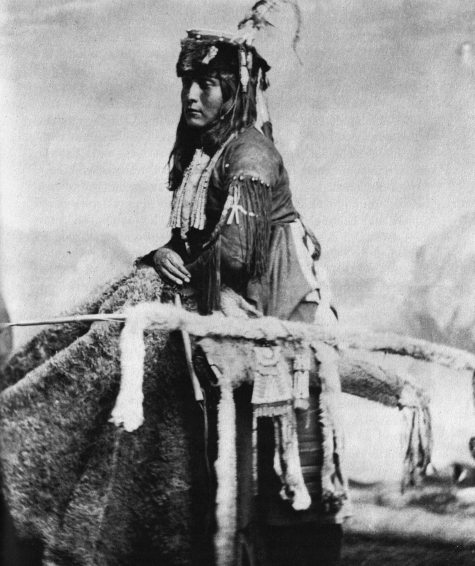
Comanchekrigare i vinterdräkt (pälsmössa och hjortskinnsjacka). Fotografi av William S. Soule, cirka 1870

Ännu 1870 hade inget förändrats. En typisk månadsrapport i en lokal texastidning var ungefär som den om bosättningarna i det lilla samhället San Saba: "Indianerna har inte härjat värre än vanligt i detta område under den senaste månaden, endast en person har dödats, två barn bortrövats och ungefär 75 hästar stulits". Antalet tidningsartiklar av denna typ var legio. En ledande dagstidning i Austin skrev samma år. "The idea of making treaties with the comanches is supremely absurd; just as well make treaties with rattlesnakes...". Total enighet rådde mellan texanerna och comancherna om en sak, att det aldrig skulle bli fred mellan dem. En stor del av comancherna och kiowaerna vistades visserligen i det nyinrättade reservatet under vintrarna men under somrarna drog många av dem till Texas för att fortsätta det oändliga kriget mot de vita texanerna som vid det laget för länge sedan ersatt Na-vohnuh som comanchernas främsta arvfiende.
Tatum insåg 1871 att hans projekt stod och föll med om han skulle kunna få in kwahadi- och kotsotekacomancherna till reservatet. Han bad om militär hjälp för att tvinga in dem och drog därmed på sig kväkarnas missnöje. I oktober 1871 red 4:e kavalleriet in i Llano Estacado, där USA:s armé aldrig tidigare satt sin fot. De sattes snart under bevakning av kwahadi, vars hövding då var Kwahnah eller som texanerna kallade honom efter hans mors släkt: Quanah Parker. Små sammanstötningar inträffade då och då, initierade av kwahadikrigarna, men någon fullskalig strid bröt aldrig ut och när vintern kom försvann kwahadierna längre västerut. Hela expeditionen blev ett misslyckande. Under tiden pågick däremot ett annat, av militären understött projekt, som syftade till att lösa problemet en gång för alla. Man hade satt igång med en systematisk utrotning av bison inom de områden där de "fientliga" indianerna jagade. Militären bröt medvetet mot lagen genom att inte hindra jakten inom det område som avtalet i Medicine Lodge definierat som indianernas och enligt vissa uppgifter delade armén ut gratis ammunition till jägarna. Till och med upprörda texasbor protesterade mot "this insane butchery".

### Förintelsekrig

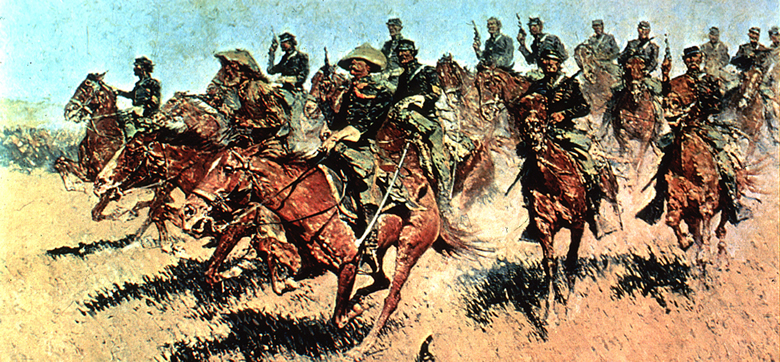
Ett kavallerianfall. Målning av Frederic Remington.

Året 1872 blev ett av de värsta någonsin för anglo-amerikanska bosättningar i Texas. Flera tiotal gårdar brändes ner under våren och texastidningarnas månadsrapporter redovisade fler döda än på mycket länge, sammanlagt omkring 100. En vagnskaravan ("wagon train") med förnödenheter anfölls och 16 vita kuskar och vakter dödades i anfallet. Två kompanier kavalleri som kom till undsättning slogs tillbaka av indianerna som därefter flydde i riktning mot reservaten i Indian Territory. Det blev allt vanligare att Tatum av reservatsindianer erbjöds möjligheten att lösa ut vita fångar. Tatum tvingades beräkna och rapportera antalet från Texas stulna hästar som "hans indianer" innehade vid reservatet vid Fort Sill: Omkring 16 500.

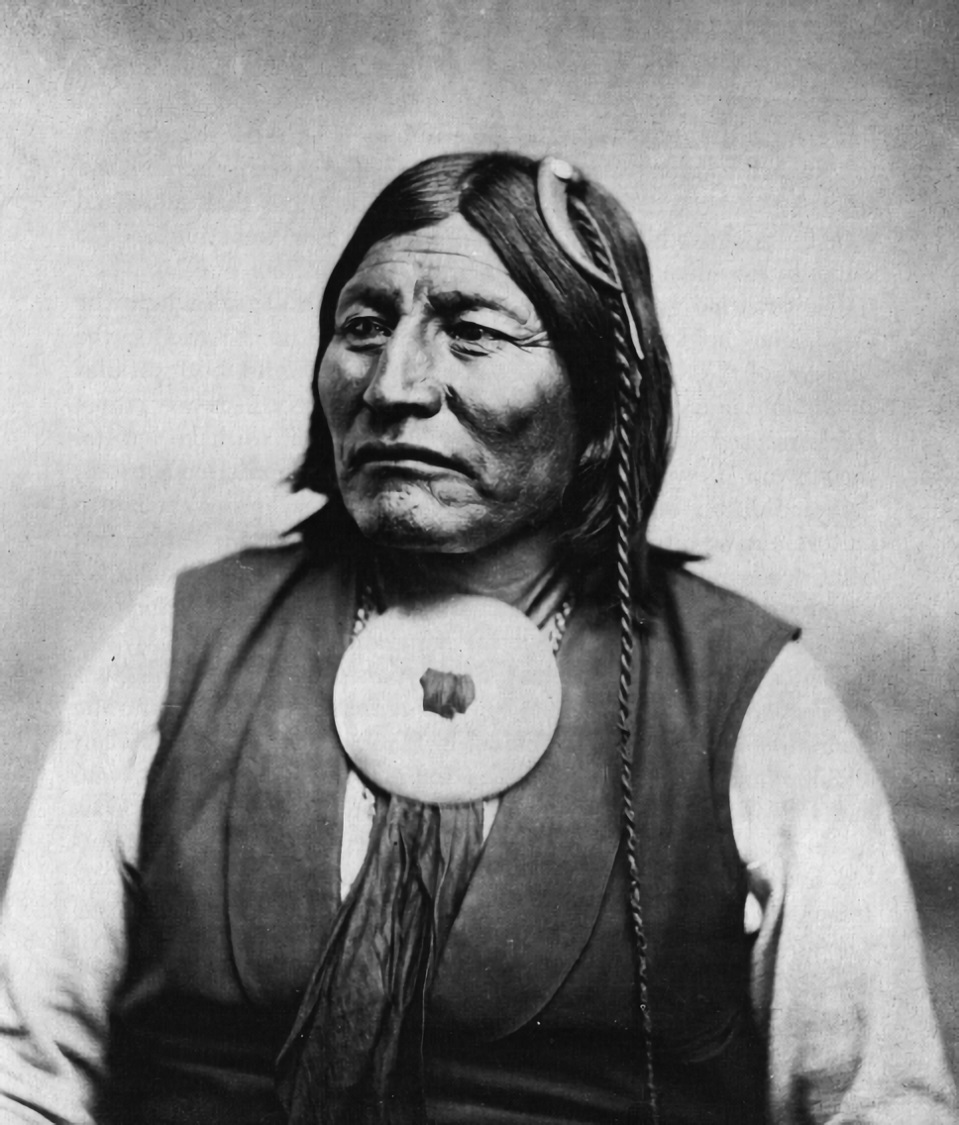
Kotsotekabandets hövding Mo'o wai ("[viftar] undan med handen"), även kallad Shaking Hand. Fotograferad på reservatet av William S. Soule, cirka 1874

Därmed var regeringens tålamod med den missriktade indianpolitiken slut. Överste Ranald Mackenzie och hans 4:e kavalleri skickades ut med den hemliga ordern; att döda alla manliga comancher äldre än tolv år som motsatte sig ett gripande och att tvångsförflytta de övriga till reservatet. Mackenzie verkställde ordern. De första som drabbades var en kotsotekaby. Ett 50-tal comancher dödades och bland de 130 fångar som fördes till reservatet fanns inte en enda vuxen man. Byn och dess vinterförråd brändes till aska och alla hästar konfiskerades. Redan följande natt kom dock ett överraskande motanfall som ledde till att Mackenzie förlorade sammanlagt 20 man under operationen och att hästarna stals tillbaka. Men slutresultatet var ändå att kotsotekabandet i praktiken var oskaddliggjort. Redan före operationen hade man klart för sig att comanchernas antal krympt till cirka 10-15 % av vad det varit 30 år tidigare och att det inte skulle behövas många lyckade anfall av samma typ för att göra slut på dem. För Tatum innebar militärens brutala ingripande, som han initierat, slutet som indianagent i Fort Sill. Den 1 april 1873 avsattes han av kväkarna som "ovärdig" och ersattes av J.M. Haworth.

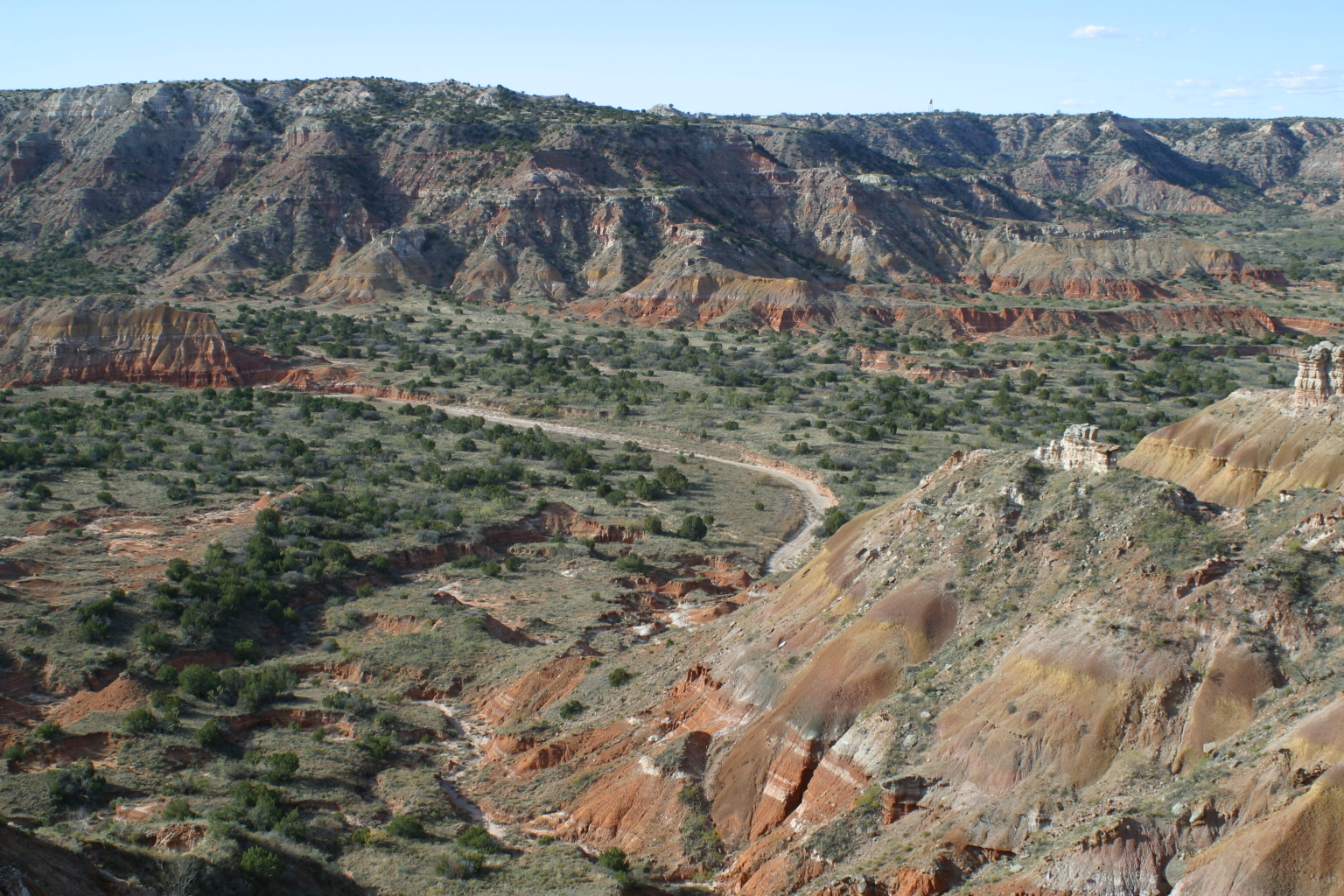
Palo Duro

Mackenzie fortsatte 1873 sina upprensningsaktioner med hemliga muntliga order. Hans nästa större operation med 400 soldater ägde rum cirka 130 km in på Mexikos territorium. Men trots envist patrullerande lyckades Mackenzie inte hitta kwahadicomanchernas läger förrän hösten 1874 i Palo Duro efter att han genom tortyr tvingat en comanchero att avslöja platsen. Vid attacken i Palo Duro dödades dock inte fler än fyra av comancherna medan resten lyckades fly eftersom Mackenzie koncentrerade sig på att ta deras hästar med syftet att därmed förhindra deras årliga buffeljakt. Det hade han inte behövt göra, för redan sommaren 1874 blev annorlunda än något år indianerna någonsin sett. Den årliga bisonvandringen genom södra prärien uteblev. Bufflarna på södra prärien var i det närmaste utrotade och därmed var comanchernas möjlighet till en fortsatt existens som prärieindianer i praktiken borta. Resten av Mackenzies uppdrag handlade därefter mest om att bevaka comancherna tills svälten tvingade in dem i reservaten. Den 2 juni 1875 kom Quanah Parker med huvuddelen av kwahadicomancherna till Fort Sill och kapitulerade villkorslöst som den sista av comanchehövdingarna.